# Оризово
Оризово е село в Южна България. То се намира в община Братя Даскалови, област Стара Загора. Съседни села са Плодовитово, Черна гора, Гранит и Опълченец.

## География
На североизток от селото е разположен Оризовският язовир. Село Оризово е разположено в Горно-Тракийската низина. Неговото географско положение е в границите на Пловдивското поле.
Надморската височина на с. Оризово е 150 m. Селището е разположено на много плодородна земя. Селото се намира на 7 km от река Марица и на 30 km от планинската верига Сърнена гора. Намира се на кръстопът – през него минава шосето от Пловдив за гр. Чирпан и от гр. Първомай за гр. Брезово. Магистралата пресича землището на 1 km от селото. От 1910 г. е прекарана ЖП линия, която свързва София – Пловдив – Стара Загора – Бургас. Оризово се намира на 39 km от гр. Пловдив, на 15 km от гр. Чирпан, на 52 km от гр. Стара Загора и на 13 km от гр. Първомай. През Античността и Средновековието през землището на селото е минавал международният път, който свързвал Средна Европа през София, Пловдив с Цариград, с отклонение за Поморие и Карлово. В с. Оризово от 1925 г. има питейна вода във всеки двор. Водата е била необходима за влаковите парни локомотиви. Землището на селото е 14 000 декара, от които само 800 дка е гора, останалото е обработваема площ, пасбища и три язовира.

## История
Източно от село Оризово се е намирало тракийското селище Ranilum. Старото турско име на селото е Челтукчи или Челтикчи, до 1907 г.
От намерените на територията на селото праисторически материали се вижда, че селището е възникнало през късния Неолит и е просъществувало до Бронзовата епоха. Праисторическото селище е съществувало край река „Азмак“. Много племена и народи са преминали през землището на с. Оризово и района, те са оставили своите белези и култури. Най-изявена и ярко подчертана е културата на траките. Тук има останки на 4 – 5 селища. През 14 век при завладяването на българските земи от османските части, тези селища са били заграбени и унищожени. Обезлюдените места са заселени с турци. Турската държава създава закон за поощряване на оризопроизводството. Стоката е изпращана по р. Марица за Одрин. Преди Освобождението на България селото се е казвало Чълтикчий (от турски „чълтък“ – „ориз“). Слага се началото на християнския квартал, който е бил на 150 – 200 метра от турското село, по-късно се заселват и други християни. След Освобождението всички турски жители се изселват и техните къщи и дворове се изкупуват от българите на ниски цени, няма точни данни за развитието на този процес в с. Оризово.

## Религии
Преобладава християнската религия.

## Културни и природни забележителности
През 1928 г. държавата построява гара. През същата 1928 г. е построено училище на два етажа и при завършването му чирпанското земетресение го събаря до основи. След две години е построено отново, но на един етаж. През 1930 г. е разкрита телеграфо-пощенска станция. През 1933 г. държавата построява поликлиника на два етажа. Това здравно заведение е било районно за Оризово и околните села. През 1934 г. Оризово е определено за централна община. През 1936 г. на гара Оризово са изградени модерни кебапчийници. През 1938 г. е открито земеделско училище. След 9 септември 1944 г. са построени много обществени сгради. През 1959 г. е построена съвременната сграда на читалището. А първото читалище „Пробуда“ е основано 1922 година като се е премествало в различни сгради. От 2010 г. е преименувано на читалище „Павел Матев“. Също е построена детска градина, сградата на кметството, съвременната сграда на училището (1969 г.), здравна служба с лекарски и зъболекарски кабинет. Селото е асфалтирано и има канализация. Село Оризово е в крак със съвременното развитие на технологиите. Има кабелна телевизия и интернет.

## Редовни събития
Събор на селото – 22 октомври.

## Личности
- Павел Матев (1924 – 2006) – виден поет, автор на текстовете на стотици шедьоври в българската поп музика, общественик, председателства Комитета за изкуство и култура от 1966 до 1975 г.
- д-р Нейко Методиев (1922 – 2008) – известен лекар по кожни болести